# Base aérienne de Hamamatsu
La base aérienne de Hamamatsu (浜松基地, Hamamatsu Kichi) est une base de la Force aérienne d'autodéfense japonaise située à Hamamatsu dans la préfecture de Shizuoka.

## Unités
La base aérienne de Hamamatsu abrite les unités suivantes:

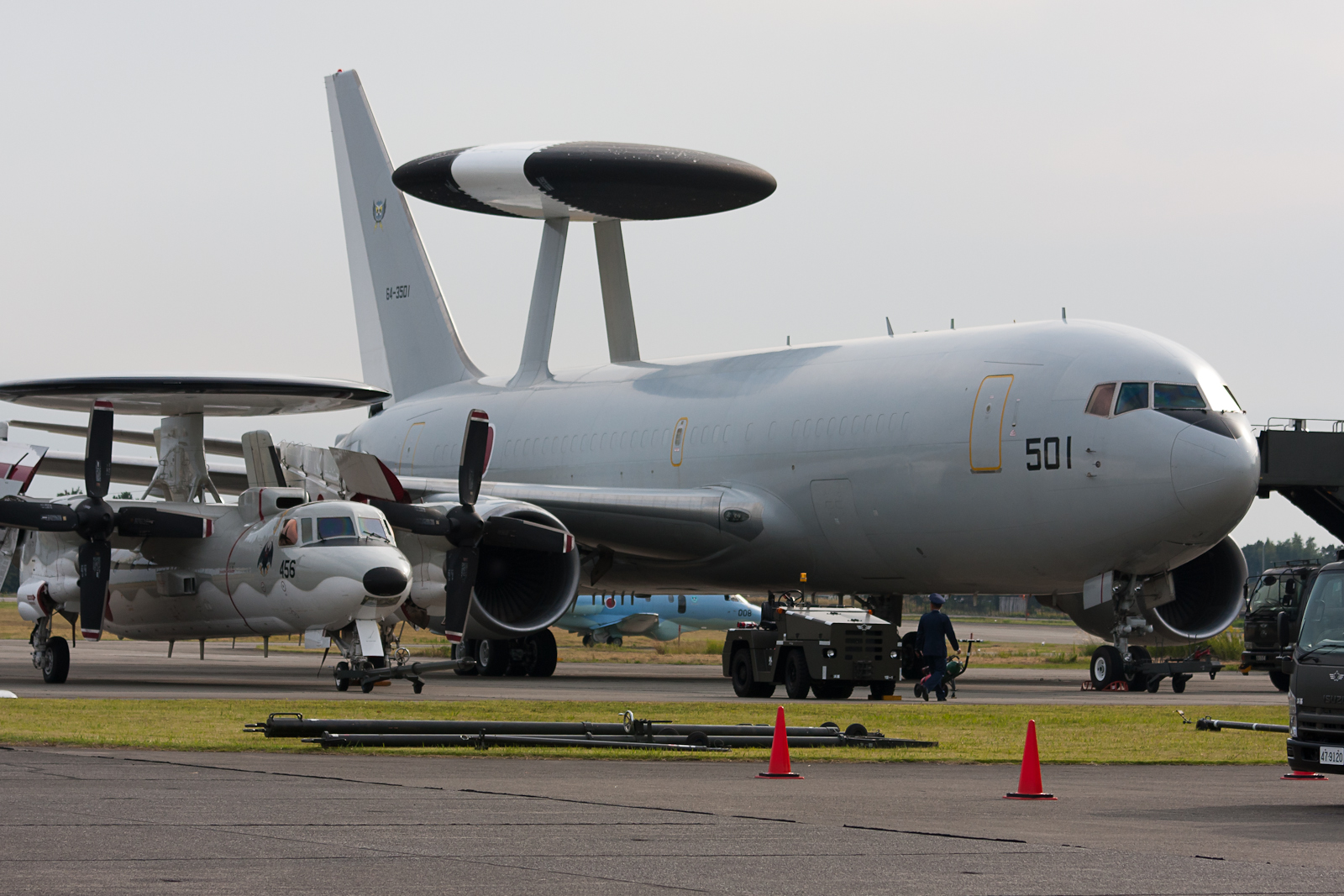
Un Boeing E-767 du Escadron en stationnement sur la base de Hamamatsu, à côté d'un E-2C Hawkeye.

Escadre aéroportée d'alerte avancée et de contrôle:
- 602e Escadron sur Boeing E-767

Commandement d'instruction aérienne:
- 1re Escadre aérienne
  - 31e Escadron d'entraînement sur T-4
  - 32e Escadron d'entraînement sur T-4

Escadre de sauvetage aérien de Hamamatsu sur U-125A et UH-60J